# أندري باسمو كريستانسن
أندري باسمو كريستانسن (بالنرويجية البوكمول: Anders Baasmo)‏ هو ممثل نرويجي، ولد في 29 يناير 1976 في النرويج.

## أعمال

### أفلام
- (2007) آرن- فارس المعبد[3]
- (2010) رجل لطيف إلى حد ما[4][5]
- (2014) حسب ترتيب الاختفاء[6][7]

## وصلات خارجية
- أندري باسمو كريستانسن على موقع IMDb (الإنجليزية)
- أندري باسمو كريستانسن على موقع ألو سيني (الفرنسية)
- أندري باسمو كريستانسن على موقع ميوزك برينز (الإنجليزية)
- أندري باسمو كريستانسن على موقع أول موفي (الإنجليزية)
- أندري باسمو كريستانسن على موقع قاعدة بيانات الأفلام السويدية (السويدية)
- أندري باسمو كريستانسن على موقع قاعدة بيانات الفيلم (الإنجليزية)
- أندري باسمو كريستانسن على موقع كينوبويسك (الروسية)